# Sanja Ančić
Sanja Ančić (ur. 18 lipca 1988 w Splicie) – chorwacka tenisistka, reprezentantka kraju w Pucharze Hopmana i Pucharze Federacji, młodsza siostra tenisistów Mario i Ivici Ančiciów.
Sanja zaczęła grać w tenisa w wieku pięciu lat. W 2001 roku zadebiutowała w juniorskich turniejach ITF i swój pierwszy start wygrała. Miało to miejsce w Stobrec w Chorwacji. W finale Ančić pokonała rodaczkę Nadję Pavić. W kolejnych zawodach zwyciężyła dwa lata później we włoskim Prato. W międzyczasie wciąż uzyskiwała wysokie wyniki w postaci turniejowych ćwierćfinałów i półfinałów. W czerwcu po raz pierwszy wystąpiła w turnieju wielkoszlemowym na Roland Garros, ale odpadła już w pierwszej rundzie. Kilka miesięcy później na US Open była już w trzeciej rundzie, ulegając Belgijce Kirsten Flipkens. W styczniu 2004 wicemistrzyni imprezy Copa del Cafe w Kostaryce, gdzie pokonała między innymi Wiktoryję Azarankę. W tym samym sezonie wzięła udział we wszystkich odsłonach Wielkiego Szlema, ale w żadnej nie przeszła pierwszej rundy. W Londynie została pokonana przez Anę Ivanović. W styczniu 2005 zaprzestała startów w rozgrywkach juniorskich.
W marcu 2003 Sanja startowała w eliminacjach do kobiecego turnieju ITF w Makarsce, jednak po trzech gemach skreczowała. Rok później częściej brała udział w zawodach kobiecych, a w kwietniu po raz pierwszy jej nazwisko znalazło się w drabince głównej w Hvar. W czerwcu wygrała imprezę w Ankonie, a w październiku w Dubrowniku. W kwietniu 2005 odniosła imponującą liczbę trzech z rzędu triumfów turniejowych w Makarsce, Hvar i Bol. Po dłuższej przerwie zwyciężyła dopiero w 2006 roku w Grado. Dotychczas zgromadziła osiem wygranych w grze pojedynczej i jedną w grze podwójnej.
W 2006 roku zadebiutowała w turnieju WTA w Miami, ale przegrała w pierwszej rundzie. Na przełomie 2006 i 2007 roku otrzymała nominację do reprezentowania Chorwacji w rozgrywkach Pucharu Hopmana razem z bratem, Mario. Sanaj wygrała tylko jedno spotkanie, które zresztą rywale – Lucie Šafářová i Tomáš Berdych – oddali walkowerem.
W kwietniu 2007 Ančić otrzymała dziką kartę, umożliwiającą jej start w prestiżowym turnieju tenisowym w Miami. Odpadła w pierwszej rundzie z Rosjanką Wasilisą Bardiną. Bezskutecznie próbowała swoich sił w eliminacjach do profesjonalnych turniejów wielkoszlemowych.

## Wygrane turnieje rangi ITF
| turnieje z pulą nagród 100 000 $ |
| turnieje z pulą nagród 75 000 $  |
| turnieje z pulą nagród 50 000 $  |
| turnieje z pulą nagród 25 000 $  |
| turnieje z pulą nagród 15 000 $  |
| turnieje z pulą nagród 10 000 $  |

### Gra pojedyncza
|    | Data       | Turniej   | ($)    | Naw.   | Finalistka          | Wynik            |
| 1. | 25/07/2004 | Ankona    | 10 000 | ziemna | Jekatierina Iwanowa | 6:2, 6:2         |
| 2. | 10/10/2004 | Dubrownik | 10 000 | ziemna | Lenka Dlhopolcova   | 6:4, 6:2         |
| 3. | 10/04/2005 | Makarska  | 10 000 | ziemna | Emilie Bacquet      | 6:4, 6:3         |
| 4. | 17/04/2005 | Hvar      | 10 000 | ziemna | Maša Zec Peškirič   | 4:6, 6:2, 6:4    |
| 5. | 24/04/2005 | Bol       | 10 000 | ziemna | Ivana Lisjak        | 7:5, 6:4         |
| 6. | 10/06/2006 | Grado     | 25 000 | ziemna | Ana Vrljić          | 6:4, 3:6, 6:4    |
| 7. | 20/08/2006 | Rimini    | 50 000 | ziemna | Dominika Cibulková  | 7:6(6), 3:6, 6:3 |
| 8. | 20/08/2006 | Mestre    | 50 000 | ziemna | Sandra Klösel       | 6:1, 6:2         |